# Linea Suin-Bundang
La linea Suin-Bundang (수도권 전철 수인분당선?, 首都圈 電鐵 水仁盆唐線?, Sudogwon jeoncheol Suin-Bundang-seonLR), parte dei servizi della metropolitana di Seul è un servizio ferroviario suburbano di circa 100 km, che connette il centro di Seul con Incheon passando per le città della cintura metropolitana meridionale. La linea è gestita dalla Korail ed è stata realizzata, in diversi periodi, per incentivare lo spostamento su rotaia dei pendolari provenienti dal quartiere di Bundang-gu, dal quale prende il nome, della città di Seongnam, a sud est della capitale. La linea è stata completata nel 2020, con la connessione della costruenda linea Suin presso la stazione di Suwon, e offre un collegamento rapido fra la città di Seongnam, Yongin, Suwon e Ansan con la zona di Gangnam, a Seul, e allo stesso tempo le collega con Incheon, da cui si può poi accedere facilmente all'Aeroporto Internazionale di Incheon.

## Storia

### Linea Bundang
La linea Suin-Bundang, nacque inizialmente nel 1994 come linea Bundang, fra le stazioni di Suseo e Ori. Nel 2003 venne aperta l'estensione a Seolleung, e a Bojeong nel 2004. Il 28 dicembre 2011 invece la linea è stata prolungata a sud fino alla stazione di Giheung, dove in seguito sarebbe stato possibile effettuare l'interscambio sulla metropolitana leggera di Yongin.
La tratta nord, da Seolleung a Wangsimni, ha aperto il 6 ottobre 2012, migliorando i collegamenti del quartiere di Gangnam, e un'estensione di 4 stazioni fino a Mangpo, a sud, è stata inaugurata il 1º dicembre dello stesso anno.
Il 30 novembre 2013 è stato infine aperto l'ultimo tratto di 6,1 km che arriva alla stazione di Suwon, dove è possibile prendere la linea 1, e i treni a media e lunga percorrenza, inclusi i KTX.
Inizialmente la linea doveva essere realizzata come metropolitana, ma un po' alla volta ha iniziato ad assumere caratteristiche suburbane, al punto che nella parte a sud le stazioni dispongono di binari di stazionamento per permettere l'esercizio di treni espressi.
Il 31 dicembre 2018 la linea è stata prolungata da Wangsimni a Cheongnyangni in modo da permettere l'interscambio con la linea Gyeongchun e i servizi regionali. Tuttavia, a causa dell'alto traffico della linea a doppio binario, solo alcuni treni proseguono fino a Cheongnyangni, mentre la maggior parte si attestano a Wangsimni.

### Linea Suin
La linea Suin prende il nome dalle iniziali delle due città che connette, Suwon e Incheon, situate a sud-ovest di Seul. 
Inizialmente la linea Suin venne aperta, come ferrovia a scartamento ridotto (762 mm) nel 1937 per trasportare sale dal porto di Incheon a Suwon. 
Nel 1942 passò sotto l'amministrazione delle Ferrovie Chosen, la società nipponica che gestiva le ferrovie coreane sotto l'occupazione giapponese. 
In seguito alla liberazione del Giappone, dopo la seconda guerra mondiale, la linea venne nazionalizzata nel 1946. 
Nel dopoguerra, con la concorrenza della diffusione delle auto, l'utilizzo della ferrovia andò in diminuendo e, mano a mano diverse sezioni vennero soppresse in successione: la prima fu da Incheon a Songdo, quindi, con l'apertura nel 1988 della linea Ansan fra Oido e Hanyang University at Ansan, toccò alla sezione parallela a quest'ultima, mantenendo solamente circa 20 km di percorso fra Suwon e Hanyang University at Ansan. Nel 1995 anche quest'ultima sezione venne definitivamente chiusa, e con essa sarebbe terminato il servizio dell'unica ferrovia a scartamento ridotto della Corea del Sud.
Nel corso dei primi anni duemila, sono tornati in auge progetti di recupero del tracciato ferroviario: i lavori sono iniziati il 29 marzo 2011, per la prima tratta, fra la stazione di Songdo e la stazione di Oido, capolinea della linea 4 (ufficialmente, sulla linea Ansan, gestita da Korail. La riapertura, sul sedime della precedente ferrovia, ricostruito a scartamento standard, è avvenuto il 30 giugno 2012. In seguito, sono avvenute ulteriori estensioni: 
- 27 dicembre 2014: inaugurazione della stazione intermedia di Darwol.
- 27 febbraio 2016: la linea viene estesa verso ovest, da Songdo a Incheon.[2]
- 10 luglio 2017: avvio dei servizi espressi sulla linea
- 12 settembre 2020: prolungamento verso est da Oido a Suwon.

Con l'arrivo della linea a Suwon, la linea Suin e la linea Bundang vengono integrate nel servizio Suin–Bundang, che collega Incheon e Wangsimni, nel centro di Seul.

## Servizi
Sulla linea circolano, nei giorni feriali, 190 coppie di treni locali, fermanti in tutte le stazioni da Wangsimni a Suwon, che scendono a 142 nei weekend. 136 coppie provenienti da Wangsimni sono limitate a Jukjeon, e 18 coppie effettuano il percorso Suwon - Jukjeon.
Con l'apertura della nuova tratta il 30 novembre 2013 sono disponibili anche dei treni espressi, per un numero di 8 coppie al giorno, che collegano Wangsimni con Suwon in 76 minuti, contro gli 85 minuti richiesti dai treni locali. Inizialmente la linea era prevista fino alla città di Seongnam, ed era quindi stata costruita in standard metropolitani. Tuttavia nel corso degli anni si è pensato di allungarla fino a Suwon, e la sezione più recente supporta anche treni espressi, grazie ad alcune stazioni a quattro binari. Tuttavia la maggior parte della tratta nord della linea è a doppio binario senza la possibilità di dare precedenze, e per questo i treni espressi permettono di risparmiare solamente 9 minuti di tempo.
A partire dal dicembre 2015 i treni della linea potranno proseguire, dalla stazione di Suwon, sulla linea Suin fino alla stazione di Incheon, realizzando quindi un grande semicerchio che collegherà fra di loro le città della periferia sud di Seul, e la capitale stessa.

## Stazioni
| Linea           | Numero stazione        | Nome stazione Alfabeto | Nome stazione Hangŭl | Nome stazione Hanja                                                           | Collegamenti                                                                  | Collegamenti | EB   | ES       | Distanza in km | Distanza totale | Posizione    | Posizione     | Posizione |
|                 |                        |                        |                      |                                                                               |                                                                               |              |      |          |                |                 |              |               |           |
| Linea Gyeongwon |                        |                        |                      |                                                                               |                                                                               |              |      |          |                |                 |              |               |           |
| K209            | Cheongnangni           | 청량리                 | 淸凉里               | Linea 1 Linea Gyeongchun Linea Gyeongui-Jungang Mugunghwa-ho ITX-Saemaeul KTX | Linea 1 Linea Gyeongchun Linea Gyeongui-Jungang Mugunghwa-ho ITX-Saemaeul KTX | ▲            |      | 0.0      | 0.0            | Seul            | Seul         | Dongdaemun-gu |           |
| K210            | Wangsimni              | 왕십리                 | 往十里               | Linea 2 Linea 5 Linea Gyeongui-Jungang                                        | Linea 2 Linea 5 Linea Gyeongui-Jungang                                        | ●            | 2.4  | 2.4      | Seongdong-gu   | Seul            | Seul         |               |           |
| K210            | Wangsimni              | 왕십리                 | 往十里               | Linea 2 Linea 5 Linea Gyeongui-Jungang                                        | Linea 2 Linea 5 Linea Gyeongui-Jungang                                        | ●            | 2.4  | 2.4      | Seongdong-gu   | Seul            | Seul         | Linea Bundang |           |
| K211            | Seoul-forest           | 서울숲                 | 서울숲               |                                                                               |                                                                               | ●            | 2.2  | 2.2      | Seongdong-gu   | Seul            | Seul         |               |           |
| K212            | Apgujeongrodeo         | 압구정로데오           | 狎鷗亭로데오         |                                                                               |                                                                               | ●            | 1.9  | 4.1      | Gangnam-gu     | Seul            | Seul         |               |           |
| K213            | Gangnam-gucheong       | 강남구청               | 江南區廳             | Linea 7                                                                       | Linea 7                                                                       | ●            | 1.2  | 5.3      | Gangnam-gu     | Seul            | Seul         |               |           |
| K214            | Seonjeongreung         | 선정릉                 | 宣靖陵               | Linea 9                                                                       | Linea 9                                                                       | ●            | 1.2  | 6.0      | Gangnam-gu     | Seul            | Seul         |               |           |
| K215            | Seolleung              | 선릉                   | 宣陵                 | Linea 2                                                                       | Linea 2                                                                       | ●            | 0.7  | 6.7      | Gangnam-gu     | Seul            | Seul         |               |           |
| K216            | Hanti                  | 한티                   | --                   |                                                                               |                                                                               | ●            | 1.0  | 7.7      | Gangnam-gu     | Seul            | Seul         |               |           |
| K217            | Dogok                  | 도곡                   | 道谷                 | Linea 3                                                                       | Linea 3                                                                       | ●            | 0.7  | 8.4      | Gangnam-gu     | Seul            | Seul         |               |           |
| K218            | Guryong                | 구룡                   | 九龍                 |                                                                               |                                                                               | ●            | 0.6  | 9.0      | Gangnam-gu     | Seul            | Seul         |               |           |
| K219            | Gaepo-dong             | 개포동                 | 開浦洞               |                                                                               |                                                                               | ●            | 0.7  | 9.7      | Gangnam-gu     | Seul            | Seul         |               |           |
| K220            | Daemosan               | 대모산입구             | 大母山入口           |                                                                               |                                                                               | ●            | 0.6  | 10.3     | Gangnam-gu     | Seul            | Seul         |               |           |
| K221            | Suseo                  | 수서                   | 水西                 | Linea 3 ■ Linea KTX Suseo                                                     | Linea 3 ■ Linea KTX Suseo                                                     | ●            | 3.0  | 13.3     | Gangnam-gu     | Seul            | Seul         |               |           |
| K222            | Bokjeong               | 복정                   | 福井                 | Linea 8                                                                       | Linea 8                                                                       | ●            | 3.2  | 16.5     | Songpa-gu      | Seul            | Seul         |               |           |
| K223            | Gacheondae             | 가천대                 | 嘉泉大               |                                                                               |                                                                               | ●            | 2.4  | 18.9     | Gyeonggi-do    | Seongnam        | Sujeong-gu   |               |           |
| K224            | Taepyeong              | 태평                   | 太平                 |                                                                               |                                                                               | ●            | 1.0  | 19.9     | Gyeonggi-do    | Seongnam        | Sujeong-gu   |               |           |
| K225            | Moran                  | 모란                   | 牡丹                 | Linea 8                                                                       | Linea 8                                                                       | ●            | 0.9  | 20.8     | Gyeonggi-do    | Seongnam        | Jungwon-gu   |               |           |
| K226            | Yatap                  | 야탑                   | 野塔                 |                                                                               |                                                                               | ●            | 2.3  | 23.1     | Gyeonggi-do    | Seongnam        | Bundang-gu   |               |           |
| K227            | Imae                   | 이매                   | 二梅                 | Linea Gyeonggang                                                              | Linea Gyeonggang                                                              | ●            | 1.7  | 24.8     | Gyeonggi-do    | Seongnam        | Bundang-gu   |               |           |
| K228            | Seohyeon               | 서현                   | 書峴                 |                                                                               |                                                                               | ●            | 1.4  | 26.2     | Gyeonggi-do    | Seongnam        | Bundang-gu   |               |           |
| K229            | Sunae                  | 수내                   | 藪內                 |                                                                               |                                                                               | ●            | 1.1  | 27.3     | Gyeonggi-do    | Seongnam        | Bundang-gu   |               |           |
| K230            | Jeongja                | 정자                   | 亭子                 | Linea Sinbundang                                                              | Linea Sinbundang                                                              | ●            | 1.6  | 28.9     | Gyeonggi-do    | Seongnam        | Bundang-gu   |               |           |
| K231            | Migeum                 | 미금                   | 美金                 |                                                                               |                                                                               | ●            | 1.8  | 30.7     | Gyeonggi-do    | Seongnam        | Bundang-gu   |               |           |
| K232            | Ori                    | 오리                   | 梧里                 |                                                                               |                                                                               | ●            | 1.1  | 31.8     | Gyeonggi-do    | Seongnam        | Bundang-gu   |               |           |
| K233            | Jukjeon                | 죽전                   | 竹田                 |                                                                               |                                                                               | ●            | 1.8  | 33.6     | Gyeonggi-do    | Yongin          | Suji-gu      |               |           |
| K234            | Bojeong                | 보정                   | 寶亭                 |                                                                               |                                                                               | \|           | 1.3  | 34.9     | Gyeonggi-do    | Yongin          | Giheung-gu   |               |           |
| K235            | Guseong                | 구성                   | 駒城                 |                                                                               |                                                                               | \|           | 1.6  | 36.5     | Gyeonggi-do    | Yongin          | Giheung-gu   |               |           |
| K236            | Singal                 | 신갈                   | 新葛                 |                                                                               |                                                                               | \|           | 1.6  | 38.1     | Gyeonggi-do    | Yongin          | Giheung-gu   |               |           |
| K237            | Giheung                | 기흥                   | 器興                 | Linea Yongin                                                                  | Linea Yongin                                                                  | ●            | 1.4  | 39.5     | Gyeonggi-do    | Yongin          | Giheung-gu   |               |           |
| K238            | Sanggal                | 상갈                   | 上葛                 |                                                                               |                                                                               | \|           | 1.9  | 41.4     | Gyeonggi-do    | Yongin          | Giheung-gu   |               |           |
| K239            | Cheongmyeong           | 청명                   | 清明                 |                                                                               |                                                                               | \|           | 2.8  | 44.2     | Gyeonggi-do    | Suwon           | Yeongtong-gu |               |           |
| K240            | Yeongtong              | 영통                   | 霊通                 |                                                                               |                                                                               | \|           | 1.1  | 45.3     | Gyeonggi-do    | Suwon           | Yeongtong-gu |               |           |
| K241            | Mangpo                 | 망포                   | 網浦                 |                                                                               |                                                                               | ●            | 1.5  | 46.8     | Gyeonggi-do    | Suwon           | Yeongtong-gu |               |           |
| K242            | Maetan-Gwonseon        | 매탄권선               | 梅灘勸善             |                                                                               |                                                                               | \|           | 1.8  | 48,6     | Gyeonggi-do    | Suwon           | Yeongtong-gu |               |           |
| K243            | Suwon City Hall        | 수원시청               | 水原市廳             |                                                                               |                                                                               | ●            | 1.4  | 50,0     | Gyeonggi-do    | Suwon           | Gwonseon-gu  |               |           |
| K244            | Maegyo                 | 매교                   | 梅橋                 |                                                                               |                                                                               | \|           | 1.4  | 51,4     | Gyeonggi-do    | Suwon           | Paldang-gu   |               |           |
| K245            | Suwon                  | 수원                   | 水原                 | Linea 1 ■ KTX                                                                 | Linea 1 ■ KTX                                                                 | ●            | 1.5  | 52,9     | Gyeonggi-do    | Suwon           | Paldang-gu   |               |           |
| K245            | Suwon                  | 수원                   | 水原                 | Linea 1 ■ KTX                                                                 | Linea 1 ■ KTX                                                                 | ●            | 1.5  | 52,9     | Gyeonggi-do    | Suwon           | Paldang-gu   | Linea Suin    |           |
| K246            | Gosaek                 | 고색                   | 古索                 |                                                                               |                                                                               | ●            | 2.7  | 55.6     | Gyeonggi-do    | Suwon           | Gwonseon-gu  |               |           |
| K247            | Omokcheon              | 오목천                 | 梧木川               |                                                                               |                                                                               |              | 1.6  | 57.2     | Gyeonggi-do    | Suwon           | Gwonseon-gu  |               |           |
| K248            | Eocheon                | 어천                   | 漁川                 |                                                                               |                                                                               | 5.1          | 62.3 | Hwaseong | Hwaseong       |                 |              |               |           |
| K249            | Yamok                  | 야목                   | 野牧                 |                                                                               |                                                                               | 2.6          | 64.9 | Hwaseong | Hwaseong       |                 |              |               |           |
| K250            | Sari                   | 사리                   | 四里                 |                                                                               |                                                                               | 4.7          | 69.6 | Ansan    | Sangnok-gu     |                 |              |               |           |
| K251            | Hanyang Univ. at Ansan | 한대앞                 | 漢大앞               | Linea 4 (tratta comune)                                                       | Linea 4                                                                       | 2.2          | 71.8 | Ansan    | Sangnok-gu     |                 |              |               |           |
| K252            | Jungang                | 중앙                   | 中央                 | Linea 4 (tratta comune)                                                       | ■ Linea Sinansan (dal 2023)                                                   | 1.6          | 73.4 | Ansan    | Danwon-gu      |                 |              |               |           |
| K253            | Gojan                  | 고잔                   | 古棧                 | Linea 4 (tratta comune)                                                       |                                                                               | 1.4          | 78.4 | Ansan    | Danwon-gu      |                 |              |               |           |
| K254            | Choji                  | 초지                   | 草芝                 | Linea 4 (tratta comune)                                                       | Linea Seohae                                                                  | 1.5          | 76.3 | Ansan    | Danwon-gu      |                 |              |               |           |
| K255            | Ansan                  | 안산                   | 安山                 | Linea 4 (tratta comune)                                                       |                                                                               | 1.8          | 78.1 | Ansan    | Danwon-gu      |                 |              |               |           |
| K256            | Singil Oncheon         | 신길온천               | 新吉溫泉             | Linea 4 (tratta comune)                                                       |                                                                               | 2.2          | 80-3 | Ansan    | Danwon-gu      |                 |              |               |           |
| K257            | Jeongwang              | 정왕                   | 正往                 | Linea 4 (tratta comune)                                                       |                                                                               | 2.9          | 83.2 | Siheung  | Siheung        |                 |              |               |           |
| K258            | Oido                   | 오이도                 | 烏耳島               | Linea 4 (tratta comune)                                                       | Linea 4                                                                       | ●            | 1.4  | Siheung  | Siheung        | 84.6            |              |               |           |
| K259            | Darwol                 | 달월                   | 達月                 |                                                                               |                                                                               | ｜           | 2.1  | Siheung  | Siheung        | 86.7            |              |               |           |
| K260            | Wolgot                 | 월곶                   | 月串                 |                                                                               |                                                                               | ｜           | 1.5  | Siheung  | Siheung        | 88.2            |              |               |           |
| K261            | Soraepogu              | 소래포구               | 蘇萊浦口             |                                                                               |                                                                               | ●            | 1.3  | 89.5     | Incheon        | Incheon         | Namdong-gu   |               |           |
| K262            | Incheon Nonhyeon       | 인천논현               | 仁川論峴             |                                                                               |                                                                               | ●            | 1.0  | 90.5     | Incheon        | Incheon         | Namdong-gu   |               |           |
| K263            | Hogupo                 | 호구포                 | 虎口浦               |                                                                               |                                                                               | ｜           | 1.3  | 91.8     | Incheon        | Incheon         | Namdong-gu   |               |           |
| K264            | Namdong Induspark      | 남동인더스파크         | 南洞産業團地驛       |                                                                               |                                                                               | ｜           | 1.3  | 93.1     | Incheon        | Incheon         | Namdong-gu   |               |           |
| K265            | Woninjae               | 원인재                 | 源仁齋               | Linea 1 Incheon                                                               | Linea 1 Incheon                                                               | ●            | 1.0  | 94.1     | Incheon        | Incheon         | Yeonsu-gu    |               |           |
| K266            | Yeonsu                 | 연수                   | 延壽                 |                                                                               |                                                                               | ●            | 0.9  | 95.0     | Incheon        | Incheon         | Yeonsu-gu    |               |           |
| K267            | Songdo                 | 송도                   | 松島                 |                                                                               |                                                                               | ｜           | 2.7  | 97.7     | Incheon        | Incheon         | Yeonsu-gu    |               |           |
| K268            | Hagik (2023)           | 학익                   | 鶴翼                 |                                                                               |                                                                               | ｜           | 1.3  | 99.0     | Incheon        | Incheon         | Nam-gu       |               |           |
| K269            | Inhadae                | 인하대                 | 仁荷大               |                                                                               |                                                                               | ●            | 1.1  | 100.1    | Incheon        | Incheon         | Nam-gu       |               |           |
| K270            | Sungui                 | 숭의                   | 崇義                 |                                                                               |                                                                               | ｜           | 1.8  | 101.9    | Incheon        | Incheon         | Nam-gu       |               |           |
| K271            | Sinpo                  | 신포                   | 新浦                 |                                                                               |                                                                               | ｜           | 1.5  | 103.4    | Incheon        | Incheon         | Jung-gu      |               |           |
| K272            | Incheon                | 인천                   | 仁川                 | Linea 1                                                                       | Linea 1                                                                       | ●            | 1.1  | 104.5    | Incheon        | Incheon         | Jung-gu      |               |           |

## Materiale rotabile
Sulla linea vengono utilizzati elettrotreni a composizione bloccata da 6 carrozze delle serie Korail serie 351000, Korail serie 319000 prodotti da Hyundai Rotem.